# Edifici a la plaça Víctor Català, 2 (l'Escala)
La Plaça Víctor Català, 2 és una casa dins del nucli antic de la població de l'Escala, al sector nord-oest, formant cantonada amb la Plaça Víctor Català i el Carrer de la Riera.
Edifici de planta rectangular, format per dues crugies, amb la coberta plana. Està distribuït en planta baixa i dos pisos. La façana principal presenta totes les obertures rectangulars, amb l'emmarcament d'obra. A la planta baixa hi ha un gran portal, al primer pis dos finestrals, amb sortida a un balcó corregut amb barana d'obra decorada, i a la segona planta, dues finestres balconeres amb la mateixa barana. La façana està emmarcada per dues motllures verticals, a mode de pilastres, i està coronada amb cornisa motllurada damunt la qual hi ha una ampla barana d'obra igual que les anteriors, amb la data de construcció del 1933, situada en el plafó central.
La façana al Carrer de la Riera és força més senzilla. Presenta dos balcons, un exempt i l'altre corregut, al primer pis i una terrassa descoberta a la segona planta. Dues motllures corregudes marquen les línies divisòries dels pisos.
El parament és arrebossat i pintat de color groc.